# Conan I av Bretagne
Conan I av Bretagne, död 992, var hertig av Bretagne mellan 990 och 992.